# Quốc lộ 48D
Quốc lộ 48D là một tuyến giao thông đường bộ cấp quốc gia ở Nghệ An, Việt Nam.
Quốc lộ 48D (Quốc lộ 1A – Nghĩa Đàn – Thị xã Thái Hòa) có chiều dài 29 km, nối từ Quốc lộ 1 tại ngã ba Đông Hồi, thị xã Hoàng Mai đến Quốc lộ 48 tại thị xã Thái Hòa. Tuyến đường được khởi công từ năm 2010 và hoàn thành năm 2016 với 2 làn xe, bề rộng làn đường 9 m, tổng mức đầu tư là 855 tỷ đồng.
Cùng với Quốc lộ 48 và Quốc lộ 1, đây sẽ là trục giao thông trọng điểm góp phần thúc đẩy phát triển kinh tế ở các huyện Nghĩa Đàn, thị xã Thái Hòa, huyện Quỳ Hợp, huyện Quỳ Châu và huyện Quế Phong.